# Vindövarvet

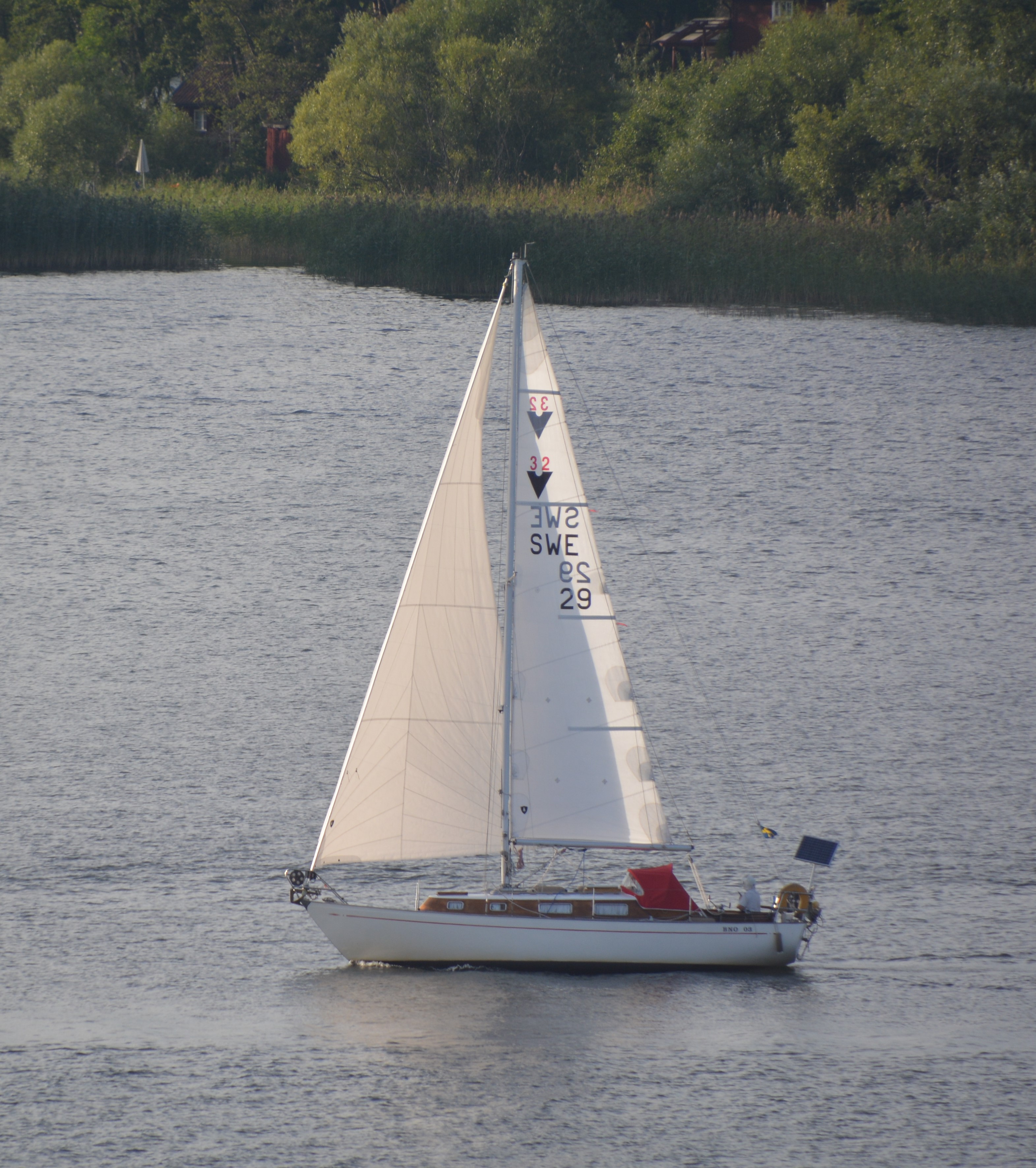
Vindö 32 i Mälaren

Vindövarvet är ett svenskt båtvarv i Nötesund på Vindön i Orusts kommun. Det hette ursprungligen Sundsandviks Båtvarv och grundades av båtbyggaren och båtkonstruktören Carl Andersson (1893–1979) i Nötesund 1926. Varvet byggde till en början framför allt lotsbåtar. 
Varvet har byggt segelbåtar, lotsbåtar, motorbåtar och fyrplatsbåtar. Under 1950-talet tillverkade varvet många Folkbåtar i trä. Den första entypssegelbåten med namnet Vindö, Vindö 28, konstruerades av Carl Andersson och byggdes 1961.
Varvet togs 1960 över av sonen och skeppsbyggnadsingenjören Karl-Erik Andersson under namnet Nötesunds Varv AB. Varvet hade som flest anställda på 1970-talet, men det gick i konkurs 1980. Varvet köptes av tre före detta anställda och döptes om till Vindö Marin. Tillverkningen av Vindö-båtarna lades ned omkring 1987. Varvsverksamhet har fortsatt i Vindö Marin AB.

## Lady Ellen
Vindö Marin byggde 1980 träbeklädningen till skrovet, samt inredningen, till den 38,8 meter långa bramsegelskonaren Lady Ellen för skeppsredarfamiljen Johansson från Skärhamn. Hon hade konstruerats av Lars Johansson och hans son Lars-Erik Johansson (född 1956), byggts av Kockums varv (stålskrovet) och riggats i Skagen.